# Cerastium gnaphalodes
Cerastium gnaphalodes är en nejlikväxtart som beskrevs av Edward Fenzl. Cerastium gnaphalodes ingår i släktet arvar, och familjen nejlikväxter. Inga underarter finns listade i Catalogue of Life.